# Uttagsautomat

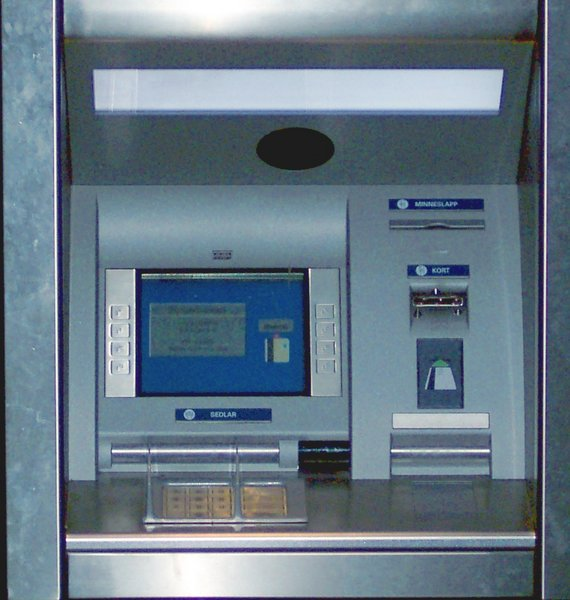
Svensk uttagsautomat

Uttagsautomat, vardagligt kallad bankomat, är en automat där man med uttagskort kan ta ut kontanter från ett bankkonto. Uttagsautomaterna drivs av olika företag, exempelvis Euronet, Bankomat, Ica Banken eller Kontanten. Minuten är en tidigare benämning på Sparbankernas uttagsautomater. I Finland förekommer uttagsautomater med namnet Otto (en ordlek med finska ordet för uttag). I svensk banksektor används ofta den amerikansk-engelska termen ATM (Automated Teller Machine).

## Användning och funktion
Vid uttag för kunden in sitt kort, väljer belopp och trycker in sin PIN-kod som normalt består av fyra siffror. Vanligtvis finns det en begränsning av hur stort belopp som kan tas ut per uttag, ofta mellan 2 000 och 15 000 kronor i Sverige, men detta varierar mellan bankerna. Dessutom finns en gräns per vecka, som kan vara 5 000–15 000 kronor. Uttag måste ske i jämna hundra kronor då maskiner bara ger ut 100-, 200- och 500- kronors sedlar. Det förekommer att vissa valörer är slut och då ger automaten ut sedlar i andra valörer.
Det finns cirka 2 500 uttagsautomater i Sverige. Antalet har minskat på 2000-talet, dels för att storbankernas nät slagits samman under namnet Bankomat, och dels för att mängden kontantbetalningar minskat i Sverige.
En uttagsautomat hanterar mellan 2 000 och 30 000 transaktioner i månaden, i genomsnitt rör det sig om 11 000 per månad.
Med rätt sorts kort och avtal med banken kan man också ta ut kontanter i andra länder, normalt i lokal valuta. Det anses finnas minst 1,5 miljoner uttagsautomater i världen.
Uttagsautomaternas främsta konkurrenter är de kontantlösa betalningsformerna: Internetbanker, kreditkort, kontantkort och olika former av avbetalning. Emellertid finns också en trend mot integration mellan dessa betalningsformer – idag finns bankkort som har en kortkredit och allt fler använder sig även av ett separat betal- och kreditkort för att få faktura vid användning av kortet. Magnetremsorna på korten har till stor del helt ersatts av chip. Att minska kontanthanteringen är något som detaljhandeln eftersträvar.
I vissa automater, främst de som drivs av Bankomat, kan det även finnas andra tjänster än uttag. Exempel på sådana andra tjänster är kontantinsättning, kontoutdrag, överföring mellan konton och ändring av PIN-kod.

### Talande uttagsautomater och punktskrift
På många av automaterna i Sverige finns det en talesknapp samt punktskrift.

## Historia
Världens första uttagsautomat installerades i Enfield i London den 27 juni 1967. I denna automat skulle ett hålkort stoppas in i automaten för att kunna göra ett uttag, och dessutom skulle man införa en check belagd med ett radioaktivt ämne i automaten. I Sverige kom den första automaten (som fungerar som dagens) bara en vecka senare på Upsala Sparbanks kontor på Stora Torget i Uppsala den 6 juli 1967. Automaten var producerad av företaget Metior (bildat av Securitas och Tetra Pak). Det var meningen att denna automat skulle vara online redan från början, men IBM blev försenad med datorgränssnittet. De första uttagsautomaterna var därför offline.

### Online
Den 6 maj 1968 invigde Oxie härads sparbank den första online-anslutna automaten, av märket Metior, på Stortorget i Malmö. Det var den första i världen av sitt slag. Detta möjliggjorde att man direkt kunde kontrollera att pengar fanns på kontot innan uttaget beviljades. Automaten var kopplad till en IBM 360-dator via en datalänk.
Tekniken med sedelutmatare vidareutvecklades av den svenske uppfinnaren Leif Lundblad i början/ mitten på 1970-talet. Automater installerades initialt i anslutning till bankkontoren, men efter hand har uttagsautomater även placerats vid köpcentrum och utanför butikskedjor etc. I takt med att olika betalsystem blir mer kompatibla med varandra och automaternas storlek minskar kan uttagsautomaterna placeras allt närmare inköpsställen.

## Bankernas datanätverk
I dagligt tal avser uttagsautomat användargränssnittet i det klient–server-system som bankerna använder för säkra transaktioner på bankernas interna nätverk. Nätverket hanterar å ena sidan transaktioner mellan bankernas respektive huvuddatorer och den centrala transaktionsdatorn, å andra sidan transaktioner mellan någon av dessa datorer och till anslutna uttagsautomater. Samma nätverk hanterar också transaktioner från banker till butiker och restauranger. Internationella transaktioner går, istället för via bankerna, via kreditkortsföretag.

## Teknisk översikt

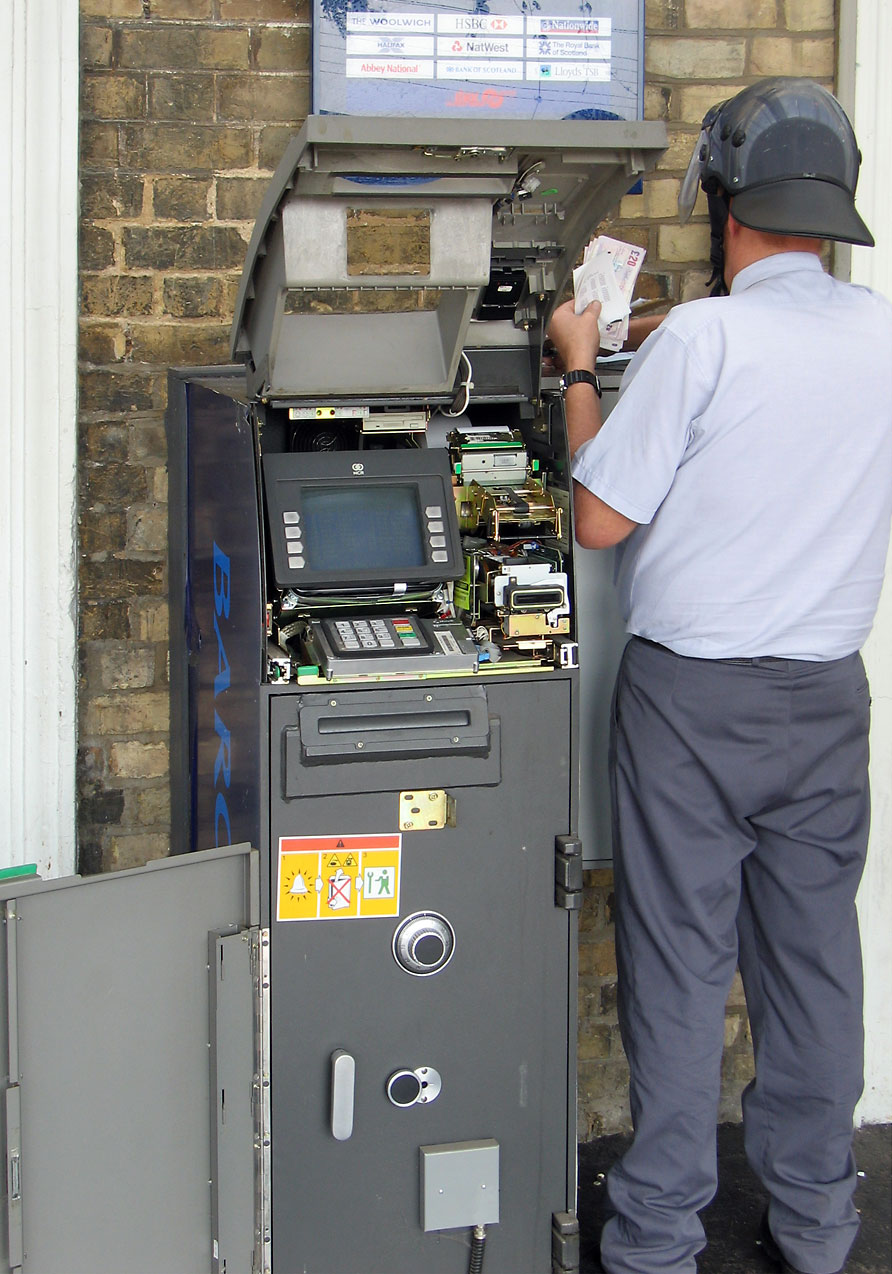
Interiör

En uttagsautomat består av kortläsare, tangentbord, bildskärm, bildskärmstangenter, uttagsspringa, kvittoskrivare och i vissa fall belysning, insättningsspringa, skyddskåpa samt högtalare. Operativsystemet i uttagsautomaterna var tidigare DOS och OS/2 men har bytts ut mot Windows NT. Problem med transaktioner beror sällan på fel i själva uttagsautomaten; vanligare är att bankernas system är otillgängligt.
Identifiering av kortinnehavaren sker med hjälp av magnetremsan eller chippet på bankomatkortet samt med den fyrsiffriga PIN-koden. Forskning pågår kring bland annat ögonscanning och röstigenkänning som identifikationsmöjligheter, men eftersom säkerhetsnivån anses hög idag, lär det dröja länge innan sådana tekniker blir vanliga vid uttagsautomaterna.
Uttagsautomaterna i sig skyddas rent fysiskt av ett kassaskåpsliknande hölje. Rån och sprängningar mot uttagsautomater är ovanliga. Vandalisering och sabotage är betydligt vanligare. Kontanterna i automaten kan dessutom skyddas med till exempel färgampuller som missfärgar sedlarna och därigenom gör dem oanvändbara om automaten utsätts för våld. Informationen som överförs under transaktionen skyddas av olika krypteringsstandarder som DES. Sedlarna passerar ett kontrollsystem var för sig innan de samlas ihop för utmatning.

## Brott
Uttagsautomater har blivit föremål för brottslighet, något som ökat i början av 2000-talet.
Det mest traditionella är inbrott i automaten. Det motverkas med avancerade material och att sedlarna färgas in vid sprängattentat. Även värdetransportrån förekommer.
Det har dykt upp ligor som specialiserat sig på att observera pin-koden som slås in, sedan stjäla kortet och ta ut pengar upp till gränsbeloppet. Därför uppmanar svenska automater att man ska skydda sin pin-kod. Dessa brott och varningar har funnits en längre tid i flera länder.
En tekniskt mer avancerad metod, skimning, är att montera en extra kortläsare och en kamera som filmar koder, alternativt extra tangentbord som läser av koder, eller till och med falska automater. Efter att kortets magnetremsa lästs av programmeras falska kort med ny magnetremsa, och uttag görs i uttagsautomat, oftast i andra länder för att försvåra spårning. För att förhindra det förses korten med s.k. chip. Sådana började användas under 2008. Under 2010-talet har det rapporterats om att kriminella installerar en anordning som fångar upp sedlar som kunder vill ta ut, så att kunderna ska lämna pengarna i tro att det är fel på uttagsautomaten.
Den svenska polisen har via media manat bankkunderna till vaksamhet kring förändringar vid uttagsautomater och att man inte använder en automat som känns osäker. Upphöjning på tangentbordet, speglar, minikameror, tejpbitar, något som sitter löst eller något ovanligt som sticker ut är tecken som kan tyda på att automaten är manipulerad och övervakad av kriminella. Ofta är det dock svårt för kunden att upptäcka att en automat är manipulerad.
Svenska polisen rekommenderar att en kund som inte får ut sina pengar eller sitt kort och samtidigt inte får något felmeddelande, att stanna kvar vid automaten och omedelbart ringa banken för att anmäla felet och spärra kortet samt polisen för att rapportera om det pågående bedrägeriet. Enligt polisen bör man inte ta emot hjälp från en främling i en sådan situation, eftersom det kan vara fråga om en bedragare.